# Tự Chủ
De Tự Chủ (Vietnamees: Tự Chủ, "autonomie, eigen baas", uitspraak: /tɨ̰31 cu313/) was die periode in de geschiedenis van Vietnam waarin het land na zo'n 1000 jaar Chinese overheersing terug onafhankelijk werd. In die tijd regeerden de Vietnamezen hun eigen land, maar ze hadden nog geen koning of officiële landsnaam. Wat betrof de internationale politiek was Vietnam toen nog steeds onderhorig aan het Chinese hof, en de elkaar voortdurend afwisselende leiders van het land droegen de titel "Tiết độ sứ", dezelfde titel als de Chinese regerende mandarijnen uit die tijd.
De tijd van Tu Chu loopt van het jaar 905, toen de Khuc-familie in opstand kwam en de Chinese mandarijn afzette en zijn plaats innam. Ze eindigt in 938 toen Ngô Quyền Kieu Cong Tien verpletterde en het leger van de Zuidelijke Han-dynastie versloeg, waarop hij Ngo-dynastie stichtte.

## De Khuc-familie

### Achtergrond
Aan het begin van de 10e eeuw had Vietnam zo'n duizend jaar Chinese overheersing gekend. Nadat de vroegere Ly-dynastie gedurende 60 jaar in de 6e eeuw de natie Van Xuan (Vạn Xuân) regeerde, was Vietnam onderhorig aan de politiek van de Chinese Sui- en de Tang-dynastie. Gedurende die driehonderd jaar was geen enkele Vietnamese opstand succesvol en elk werd door de Chinezen verslagen.
Vanaf de An Shi-rebellie (756-763) was de Tang-dynastie ernstig verzwakt, doordat de grensprovincies in opstand kwamen en weigerden zich te onderwerpen aan het hof. Aan het eind van de 9e eeuw werden de lokale krijgsheren steeds agressiever. De rebellie van Huang Chao zorgde voor een verdere verzwakking van de Tang.
Nadat het leger van Nan Chao in 866 was verslagen, veranderde Vietnam zijn naam van "An Nam đô hộ phủ" in "Tĩnh Hải quân". Vanaf dan waren ze geen "kolonie" meer, maar een provincie gelijkwaardig met de andere in het Chinese Rijk. Dit feit vervreemdde Vietnam echter nog meer van China.
Aan het begin van de 10e eeuw viel de Tang-dynastie in handen van Zhu Wen. De andere krijgsheren kwamen in opstand en bevochten elkaar, en het resultaat was dat China helemaal uit elkaar viel in "Vijf Dynastieën en Tien Koninkrijken". In 905 maakte in Vietnam de gouverneur zich niet geliefd, wat hem de bijnaam "Ngục Thượng thư" ("de Slechte Minister") opleverde. Hij steunde Chu On ook niet, zodat hij enkele maanden later naar het eiland Hainan werd verplaatst en gedood. Vanaf dan het de provincie Tinh Hai Quan geen leider meer.

### "In dienst van de Tangs"
Khuc Thua Du was toen een notabele van Chu Dien (Chu Diên, nu Ninh Giang te Hai Duong). Hij werd gesteund door het volk, en hij breidde zijn territorium uit tot in de vesting van Dai La (Đại La, nu in Hanoi). Hij benoemde zichzelf tot Tiet Do Su (gouverneur), wat het begin betekende van de periode van de Khuc-familie in de Vietnamese Tu Chu-periode.
Nadat hij de macht had gegrepen in Tinh Hai Quan, bouwde hij zijn positie uit steunend op een zogezegde onderhorigheid aan de Chinese Tangs, terwijl hij eigenlijk een onafhankelijke koers voerde waarin de Vietnamezen zichzelf regeerden. Hij gebruikte de slagzin "xin mệnh nhà Đường" ("in dienst van de Tangs", letterlijk: "gelieve ons te bevelen, Tang-dynastie") om de Tangs te dwingen zijn politiek te erkennen. Dit slaagde, en hierna gaf hij zijn zoon Khuc Hao een hoge post, zodat deze hem zou opvolgen als gouverneur.
In 907 stierf Khuc Thua Du en Khuc Hao volgde hem op. Chu On zette de Tangs af en stichtte de latere Liang-dynastie. Khuc Hao erkende deze nieuwe positie.
Khuc Hoa voerde enkele belangrijke hervormingen door. Geschiedkundige bronnen beschrijven hem als "gematigd, eenvoudig, en het volk was tevreden". De belastingen waren even zwaar als ze waren geweest onder de Tang-dynastie. De pacht voor rijstvelden werd vastgelegd, er kwam een bevolkingsregister en het land werd onderverdeeld in 314 gemeenten (giáp).

## Bezetting door de Zuidelijke Hans
De Liang-dynastie had Khuc Hao aanvankelijk erkend als gouverneur van Tinh Hai Quan omdat ze op hun beurt zijn erkenning nodig hadden om hun positie te versterken. Zoveel jaar later, echter, werd een nieuwe gouverneur aangsteld in Quang Chau (Quảng Châu), die tegelijk de titel van gouverneur van Tinh Hai Quan-An Nam kreeg – dit met de bedoeling dat hij ook Vietnam zou gaan regeren. In 917 kwam een broer van deze gouverneur in opstand en kroonde hij zich tot keizer van het land Zuid-Han, een van de tien koninkrijken uit de periode van de Vijf Dynastieën en Tien Koninkrijken.
Aan het eind van dat jaar stierf Khuc Hao. Khuc Thua My volgde zijn vader op als gouverneur van Tinh Hai Quan. Hij zette diens gematigde politiek echter niet voort, zodat hij volk harder moest werken en dat de Khuc-familie minder door hen werd gesteund dan tevoren.
Wat zijn buitenlandse politiek betreft, koos Khuc Thua My ervoor zich aan de zijde van de Liang-dynastie te scharen, maar de conflicten met Zuid-Han bleven duren. In 919 werd Thua My, na hierom aanhoudelijk te hebben gesmeekt, door de Liang-keizer benoemd tot gouverneur van Giao Chau (Giao Châu). Khuc Thua My was van mening dat de macht van de Liang-dynastie aan het groeien was, zodat zij in staat zouden zijn de macht van Zuid-Han in te perken. Hij verklaarde openlijk zijn vijandelijkheid ten opzichte van Zuid-Han. De keizer van Zuid-Han stuurde hierop het leger om de provincie Tinh Hai Quan in te nemen.
Door het verliezen van de steun van het volk, vond de Liang-dynastie dat de Khucs weldra toch zouden verdwijnen, en aangezien de afstand te groot was, beslisten ze geen hulp te leveren. Khuc Thua My stond helemaal alleen en hij moest het onderspit delven. Ergens tussen 923 en 930 (geschiedkundige bronnen zijn het niet eens over het precieze moment) viel Tinh Hai Quan in handen van Zuid-Han.

## Duong Dinh Nghe verjaagt de Chinezen
Een generaal van Khuc Hao, genaamd Duong Dinh Nghe (Dương Đình Nghệ) en afkomstig uit Ai Chau (Ái Châu, te Thanh Hoa) gaf zich niet over aan de Zuidelijke Hans. Hij verzamelde zijn troepen om in de tegenaanval te gaan. Duong Dinh Nghe had meer dan drieduizend "stiefkinderen" (waaronder heel wat die in de decennia daarna grote namen zouden worden) die zijn generaals waren.
De keizer van de Zuidelijke Hans stuurde een mandarijn als gouverneur naar Ai Chau, met de bedoeling de tegenstand daar te breken. Niet lang daarna echter, in de eerste helft van 931 deed Duong Dinh Nghe een uitval vanuit Ai Chau, waarbij hij zijn belagers versloeg, de nieuwe gouverneur terugdreef en de vesting van Dai La bevrijdde. De Zuid-Hanse legers kregen hierop versterking. Duong Dinh Nghe opende vrijwillig de poorten van zijn vesting, waarop hij zijn vijanden tegemoet ging en versloeg, waarbij hij de Zuid-Hanse bevelhebber doodde.
Duong Dinh Nghe werd de leider van Tinh Hai Quan en hij benoemde zichzelf tot gouverneur. Zijn politiek wordt in de geschriften van die tijd niet vermeld.
In de eerste helft van 937 werd hij vermoord door een van zijn generaals, een notabele genaamd Kieu Cong Tien, en deze nam de macht over. Kieu Cong Tien probeerde zichzelf goed te praten door te beweren dat Duong Dinh Nghe de hand had gehad in de dood van zijn voorganger Khuc Thua My en dat de moord op Dinh Nghe niets anders was geweest dan vergelding hiervoor. Hij werd echter niet geloofd.

## Kieu Cong Tien verraadt zijn meester en wordt vermoord
Kieu Cong Tien greep de macht en werd de vijfde gouverneur van het Tu Chu-tijdperk. In de rangen van de Kieu-familie zelf zou er hierover ook heel wat onenigheid zijn geweest. Een zoon van Tien genaamd Chuan (Kiều Công Chuẩn) en een neef genaamd Han (Kiều Cong Hãn) volgden Kieu Cong Tien niet. Chuan bracht het kleine king Dinh (Kiều Công Đĩnh) naar Phong Chau, Han leidde het leger tegen Ai Chau, onder leiding van Ngô Quyền. Slechts één kind van Chuan, genaamd Thuan (Kiều Công Thuận) stond aan de kant van zijn grootvader.
Een aantal generaals van wijlen Duong Dinh Nghe, waaronder Nghe's schoonzoon Ngô Quyền, beslisten een einde te maken aan Kieu Cong Tien. Ngo Quyen was toen belast met de verdediging van Ai Chau, en het is daar dat hij zijn troepen verzamelde en iedereen oproep om te komen om tegen de Kieu's te vechten. Heel wat belangrijke personen kwamen op zijn oproep af. Kieu Cong Tien werd volkomen geïsoleerd en uit angst riep hij de hulp in van de keizer van Zuid-Han. Niettemin was deze zeer traag in het sturen van enige hulp.
In 938 voerde Ngo Quyen zijn leger naar het noorden, hij nam snel de vesting van Dai La in en hij doodde Kieu Cong Tien, die op dat ogenblik net geen volledig jaar gouverneur was geweest. Ondertussen was het leger van Zuid-Han net aangekomen om Tien te helpen.
Aan het eind van 938 kwam het Zuid-Hanse leger aan in Tinh Hai Quan. Ngo Quyen liet scherpe staken in de bodem van de Bach Dang-rivier slaan, waarna het vijandelijke leger erheen werd geleid, daar bij laagwater op de staken terechtkwam en door de Vietnamezen werd verslagen. De aanvoerder werd gedood en het Zuid-Hanse leger leed zware verliezen. De keizer van Zuid-Han werd verplicht af te zien van verdere veroveringsplannen op Tinh Hai Quan.
Ngo Quyen werd leider van Tinh Hai Quan. Hij werd geen gouverneur, maar hij gaf zichzelf de titel van koning en hij stichtte zo de Ngo-dynastie. Hij verwierp elke verdere onderhorigheid, zelfs nominale, aan de rijken in het noorden.